# Лаура Болдріні
Лаура Болдріні, Laura Boldrini (нар. 28 квітня 1961) — італійська політична діячка, журналістка і колишня чиновниця Організації Об'єднаних Націй, що обіймала посаду спікерки Палати депутатів Італії. Раніше обіймала посаду речниці Верховного комісара ООН у справах біженців (УВКБ ООН) для регіону Південної Європи.

## Біографія

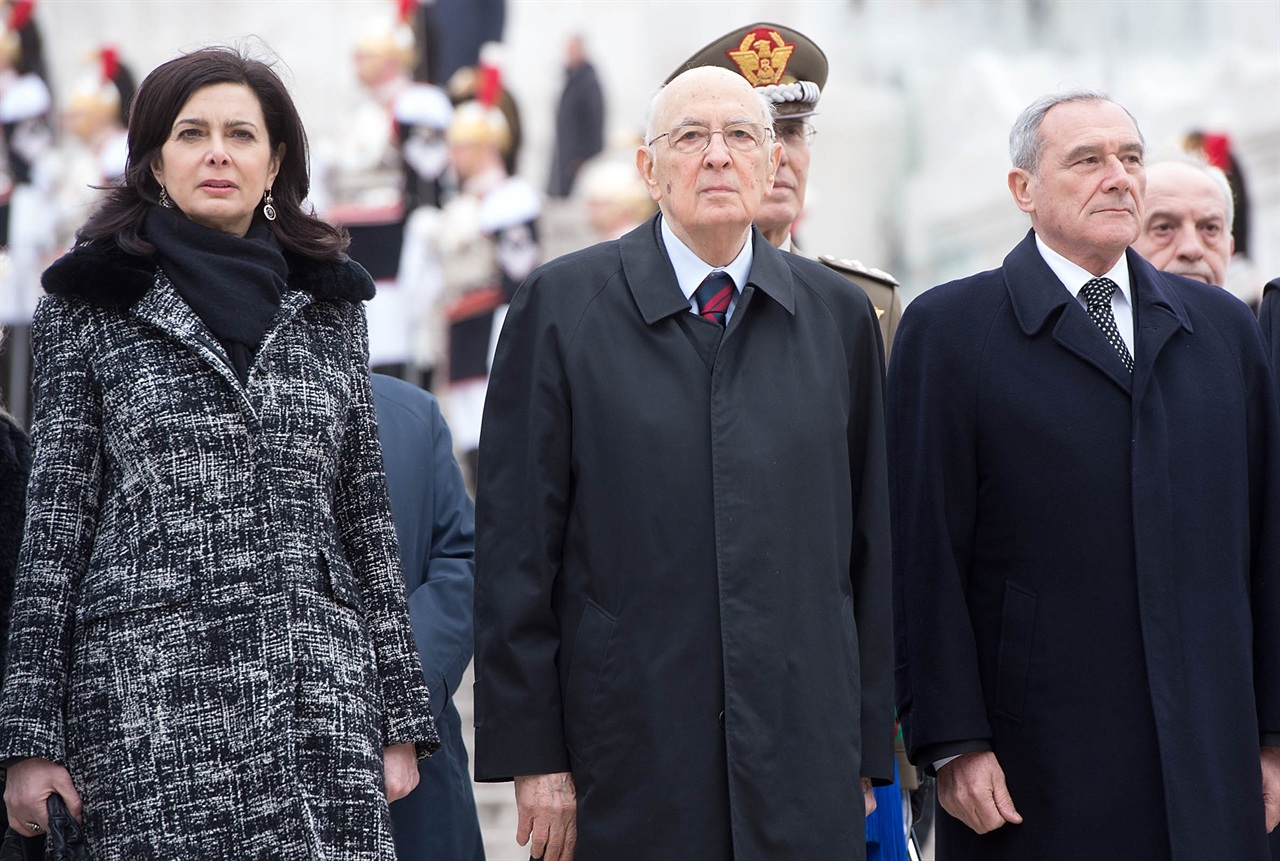
Лаура Болдріні з Джорджіо Наполітано та П'єтро Грассо

Лаура Болдріні, що народилася в місті Мачерата, регіон Марке, закінчила факультет права в Римському університеті Ла Сапіенца в 1985 році. Після цього працювала в італійській теле- та радіокомпанії RAI. У 1989 році долучилася до діяльності в Продовольчій і сільськогосподарській організації ООН (ФАО), де займалася виробництвом відео- та радіоконтенту протягом чотирьох років.
З 1993 по 1998 рік працювала у Всесвітній програмі продовольства (WFP) на посаді речниці від Італійської Республіки. З 1998 по 2012 роки була речницею Верховного комісара у справах біженців (УВКБ ООН), щодо якої вона також координувала інформаційні кампанії з питань публічної інформації у Південній Європі. Останнім часом займалася питаннями хвиль мігрантів та біженців у регіоні Середземномор'я. Вона брала участь у численних місіях до кризових територій, включаючи колишню Югославію, Афганістан, Пакистан, Ірак, Іран, Судан, Кавказ, Анголу та Руанду.

### Політична кар'єра
Лаура Болдріні була обрана депутаткою Палати депутатів Італійської Республіки на парламентських виборах 2013 року як незалежна кандидатка у списку партії «Ліва екологія свободи», що разом зі своїми партнерами по коаліції в Демократичній партії Італії та партії «Загальне добро Італії» займали більшість місць у нижній палаті Парламенту Італії. Вона представляла другий виборчий округ Сицилії.
16 березня 2013 року, після зустрічі між Демократичною партією та лівою свободою в екології, Болдріні була запропонована коаліцією «Ідея спільного блага» кандидаткою в президенти Палати депутатів. Того ж дня вона була обрана президентом Палати депутатів, отримавши 327 голосів із можливих 618. Вона є третьою жінкою після Нільди Іотті (1979—1992) та Ірене Піветті (1994—1996), яка обіймала цю посаду.
Лаура Болдріні зайняла тверду позицію протидії «фейковим новинам», вважаючи, що це призводить до форм мови ненависті. Вона запропонувала компанії Facebook активніше регулювати такі форми публікацій. Її неодноразово критикували за опозицію мови ненависті як в онлайн-просторі, так і в реальному житті за роль у підтримці прав іммігрантів та жінок.

## Відзнаки та нагороди

### Національні відзнаки
- Кавалерка Ордену «За заслуги перед Італійською Республікою» від 26 лютого 2004 року[9]
- Монтекассіано (MC): Примадонна 2008[10]
- Ренато Бенедетто Фабризі 2011[10]

### Іноземні нагороди
- Почесна громадянка міста Кукес[11]
- Орден Скандербега (Албанія, 13 жовтня 2016 р.) — відзначена президентом Албанії Бухаром Нішані[12][13]